# National Computing Centre
Das National Computing Centre (NCC) ist eine Non-Profit-Organisation, die den Einsatz von Informationstechnologie in der Wirtschaft fördert. Ihr Sitz ist in Manchester.
Das NCC wurde am 10. Juni 1966 auf Bestreben der britischen Regierung mit dem Ziel gegründet, die Computernutzung im Vereinigten Königreich zu fördern sowie eine gute Ausbildung und effektive Trainings im IT-Bereich zu gewährleisten.
Zu Beginn finanzierte sich NCC hauptsächlich durch Subventionen der britischen Regierung. Seit 1988 finanziert sich die Mitgliedsorganisation selbständig.
1999 gründete NCC die NCC Group.